# 原知遙
原 知遙（はら ちはる、本名：原 千春、1955年10月16日 - ）は、株式会社夢大陸および株式会社夢人・代表取締役社長、福岡コミュニティ放送元代表取締役社長。「六本木の巫女」と自称していた。
架空の投資話で投資家から数十億円の金をだまし取った無登録金融取引の容疑で逮捕起訴された。

## 概要

### 「夢大陸」の設立から「StyleFM」開局まで
山口県下関市出身。梅光女学院高校を卒業後「イースタン・ワシントン大学」および「シカゴ大学」を修了と自称していたが、のちに経歴偽装が明らかになる。
2001年、インターネットのウェブサイト企画会社として有限会社夢大陸を設立。主に女性向けメールマガジンの配信サービスなどで2万人の会員を集めたという。
そののち2003年頃には投資コンサルタント事業をうたい、株式会社夢大陸に組織変更。
2005年、福岡市早良区百道に本拠地を置く福岡コミュニティ放送の経営悪化に際して、その設立者である株式会社玄南荘代表取締役の渕上高当より、氏の保有する同放送局総株式の約6割にあたる933株が1株1円として株式会社夢大陸に譲渡された。事実上の経営権譲渡によって翌年3月付けで「FM MiMi」は「StyleFM」へと名を改めることになり、以後放送内容にも原本人の意志決定が大きく反映されるようになる。

### 六本木の巫女
コミュニティ放送局StyleFMの実質経営権を取得後、本人みずから「六本木の巫女」を名乗りラジオ番組に出演を始める。「六本木の巫女」の六本木とは、当時ヒルズ族として脚光を浴びていたいわゆる六本木ヒルズを指し、また高級ブランドであるシャネルに身を包み、周囲には資産家の出身であるという印象を与えていた。「六本木の巫女」名義でパーソナリティを務めたラジオ番組内では世界金融情勢などに対する「予言」などを行い、確実に支持者を増やしていった。

### 詐欺容疑による逮捕起訴
2010年4月、「夢大陸」が金融庁の許可を受けずに海外の金融商品を扱ったとして、福岡県警察から金融商品取引法違反容疑で同社関係先の家宅捜索を受けた。
この金融商品取引法違反事件が報道各社に報じられた2010年6月末からは、福岡コミュニティ放送が運営するStyleFMでは、一部を除き生放送番組の大半が事実上打ち切りとなり、閉局に至るまで音楽フィラー番組である「Beach Break」が終日放送される事態に至った(StyleFMは、2010年10月31日の放送免許失効まで4ヶ月間にわたってこの状態で放送が続けられた)。放送内や公式ウェブサイトでの事態の説明は一切なされず、10月31日に至るまで閉局に関する告知も一切行われなかった。
2011年1月15日、架空の投資話による巨額詐欺事件に関わった容疑で原と夢大陸幹部3名が逮捕された。
同年2月25日、福岡地方検察庁は原千春を詐欺罪で起訴し、原と同時に詐欺容疑で逮捕された元副社長ら3人は処分保留で釈放した。
第一回公判期日（同年4月18日）において、検察側は冒頭陳述などで、被告が客からだまし取った金を高級ブランド品の購入費に充てていたと主張し、被告人・原千春は起訴事実を認めた。
第二回公判期日（同年6月6日）において、論告・求刑が行われ、検察側は被告人・原千春に対して懲役10年を求刑し、結審した。
第三回公判期日（同年6月17日）において、福岡地方裁判所(深野英一裁判官)は、懲役9年の実刑判決を言い渡した。被告人・原千春は控訴せず、判決が確定した。その後服役し、2020年に刑期が満了したとみられるが、その後の動向は明らかにされていない。
なお、当該詐欺事件の被害者が損害賠償を求めた民事訴訟においては、夢大陸に約7億5千万円の支払いを命じる判決がなされた。

## 著書
- 神代の女神（2007年10月 梓書院）
- Muse: 夢は、起きて見るもの（2007年 文芸社）
- 益荒男の神々（2008年4月 梓書院）
- 素直できれいな女たちに贈る730の珠玉の言葉: CHIHARU LETTER 一日一語のメッセージ（2009年 梓書院）

## 参考
1. ↑  【福岡】夢大陸の女社長「海外の大学卒業」経歴偽る
2. ↑  『六本木の巫女』無登録金融取引容疑で家宅捜査／百道浜『スタイルFM』 JC-NET 2010年6月28日
3. ↑  福岡の投資コンサル女社長逮捕へ　数十億円の詐欺容疑 共同通信 2011年1月15日
4. ↑  福岡県警が投資コンサル社長逮捕　詐欺容疑、数十億集金か 共同通信 2011年1月15日
5. ↑  コンサル社長を逮捕＝架空の投資話で詐欺容疑－福岡県警 時事通信社 2011年1月15日
6. ↑  “六本木の巫女”『人の心に入るのがうまい』一方で『経営理念ない』 スポニチ 2011年1月16日
7. ↑  『六本木の巫女』こと『原千春』シャネラー逮捕　夢大陸　福岡コミュニティ放送 JC-NET 2011年1月16日
8. ↑  『夢大陸』のFM局買収、詐欺に悪用目的か 日本経済新聞 電子版 2011年1月17日
9. ↑  夢大陸：原社長、詐欺罪で起訴　3人は処分保留 毎日新聞 2011年2月26日
10. ↑  夢大陸社長、集めた2億5千万円で装飾品購入 読売新聞 2011年4月18日
11. ↑  夢大陸社長、投資話で詐欺認める　福岡地裁初公判 朝日新聞 2011年4月18日
12. ↑  夢大陸社長　罪状認める　福岡地裁初公判 西日本新聞夕刊 2011年4月18日
13. ↑  夢大陸：巨額詐欺　原被告、起訴内容認める　検察『2億円、装飾品に』－－地裁初公判 毎日新聞 2011年4月18日
14. ↑  詐取金でシャネル1億円超＝検察指摘、コンサル社長初公判－福岡地裁 時事通信 2011年4月18日
15. ↑  六本木の巫女こと夢大陸の原千春の初公判始まる JC-NET 2011年4月19日
16. ↑  「夢大陸」社長に懲役9年  投資詐欺事件で福岡地裁 福井新聞（共同通信） 2011年6月17日
17. ↑  夢大陸に7億円余の賠償命じる　六本木の巫女・シャネラーこと原千春社長 JC-NET 2011年10月4日